# Liste der Kellergassen in der Weinregion Mikulov
Die Liste der Kellergassen in der Weinregion Mikulov führt die Kellergassen in den Gemeinden der tschechischen Weinregion Mikulov an.
| Foto |                 | Kellergasse          | Standort                           | Beschreibung |
| ---- | --------------- | -------------------- | ---------------------------------- | --- |
| BW   | Datei hochladen |                      | Bavory Standort                    | |
| BW   | Datei hochladen |                      | Březí u Mikulova Standort          | |
| BW   | Datei hochladen |                      | Březí u Mikulova Standort          | |
| ja   | Datei hochladen |                      | Březí u Mikulova Standort          | |
| BW   | Datei hochladen |                      | Brod nad Dyjí Standort             | |
| BW   | Datei hochladen |                      | Bulhary Standort                   | |
| ja   | Datei hochladen |                      | Dobré Pole Standort                | |
| BW   | Datei hochladen | U cihelny / Vinařská | Dolní Dunajovice Standort          | Kellerkomplex von etwa 30 Presshäusern; bestehend aus oberer Kellergasse, unterer Kellergasse, und drei Kellern beim ehemaligen Ziegelwerk.                                          |
| BW   | Datei hochladen | Na sklepech          | Dolní Dunajovice Standort          | 10 Weinkeller |
| BW   | Datei hochladen | Kellergasse          | Dolní Věstonice Standort           | Am östlichen Ortsrand befindet sich eine mehrere hundert Meter lange, geschlossene einzeilige Kellergasse.                                                                           |
| BW   | Datei hochladen | Husova               | Drnholec Standort                  | |
| BW   | Datei hochladen | Wolkerova            | Drnholec Standort                  | |
| BW   | Datei hochladen | U kerchova           | Hlohovec Standort                  | |
| BW   | Datei hochladen | Šulaperk             | Hlohovec Standort                  | |
| BW   | Datei hochladen |                      | Horní Věstonice Standort           | |
| ja   | Datei hochladen |                      | Horní Věstonice Standort           | |
| BW   | Datei hochladen | Sklepni              | Jevišovka Standort                 | |
| BW   | Datei hochladen | Kellergasse          | Mikulov Standort                   | f4 |
| BW   | Datei hochladen |                      | Milovice u Mikulova Standort       | |
| BW   | Datei hochladen | Na jámě              | Novosedly na Moravě Standort       | Der Kellergassenkomplex östlich außerhalb des Ortes umfasst mehrere Dutzend Keller. Einige der Keller sind schon vor 1800 errichtet worden, aber es gibt dort auch neue Presshäuser. |
| BW   | Datei hochladen | U trati              | Novosedly na Moravě Standort       | Südöstlich knapp außerhalb des Orts befinden sich beidseits eines Baches einige Keller, die ihren ursprünglichen Charakter bewahrt haben.                                            |
| ja   | Datei hochladen |                      | Nový Přerov Standort               | Östlich außerhalb der Ortschaft befinden sich im Abstand von etwa 100 m zueinander zwei parallel verlaufende Kellerreihen.                                                           |
| BW   | Datei hochladen |                      | Pasohlávky Standort                | |
| ja   | Datei hochladen |                      | Pavlov u Dolních Věstonic Standort | Am Westrand des Ortes sind am Fuß der Weinberge Kellergassen, zum Teil aus einfachen Schildmauerkellern, zum Teil aus mächtigen Presshäusern.                                        |
| BW   | Datei hochladen |                      | Popice Standort                    | |
| BW   | Datei hochladen |                      | Pouzdřany Standort                 | |
|      | Datei hochladen | Kellergasse          | Valtice                            | Über 500 Keller, überwiegend Presshäuser, befinden sich in den Straßen Vinařská, Sklepní, Josefská, Růžová und Polní.                                                                |
| BW   | Datei hochladen |                      | Sedlec u Mikulova Standort         | |

| Foto:                    | Fotografie der Kellergasse (Gesamtheit). Klicken des Fotos erzeugt eine vergrößerte Ansicht. Daneben finden sich zwei Symbole: \| Weitere Bilder vorhanden \| Das Symbol bedeutet, dass weitere Fotos des Objekts verfügbar sind. Durch Klicken des Symbols werden sie angezeigt. \| \| Eigenes Foto hochladen \| Durch Klicken des Symbols können weitere Fotos des Objekts in das Medienarchiv Wikimedia Commons hochgeladen werden. \| |
| Name:                    | Bezeichnung der Kellergasse |
| Standort:                | Es ist die Katastralgemeinde (KG) angegeben. Durch Aufruf des Links Standort wird die Lage der Kellergasse in verschiedenen Kartenprojekten angezeigt. |
| Beschreibung             | Kurze Beschreibung der Kellergasse |
| Weitere Bilder vorhanden | Das Symbol bedeutet, dass weitere Fotos des Objekts verfügbar sind. Durch Klicken des Symbols werden sie angezeigt. |
| Eigenes Foto hochladen   | Durch Klicken des Symbols können weitere Fotos des Objekts in das Medienarchiv Wikimedia Commons hochgeladen werden. |